# قشلاق همه کسی
قشلاق همه کسی، روستایی از توابع بخش صالح‌آباد شهرستان بهار در استان همدان ایران است.

## جمعیت
این روستا در دهستان صالح‌آباد قرار دارد و براساس سرشماری مرکز آمار ایران در سال ۱۳۹۵، جمعیت آن ۲۸۸ نفر (۱۰۱خانوار) بوده‌است.

## نگارخانه

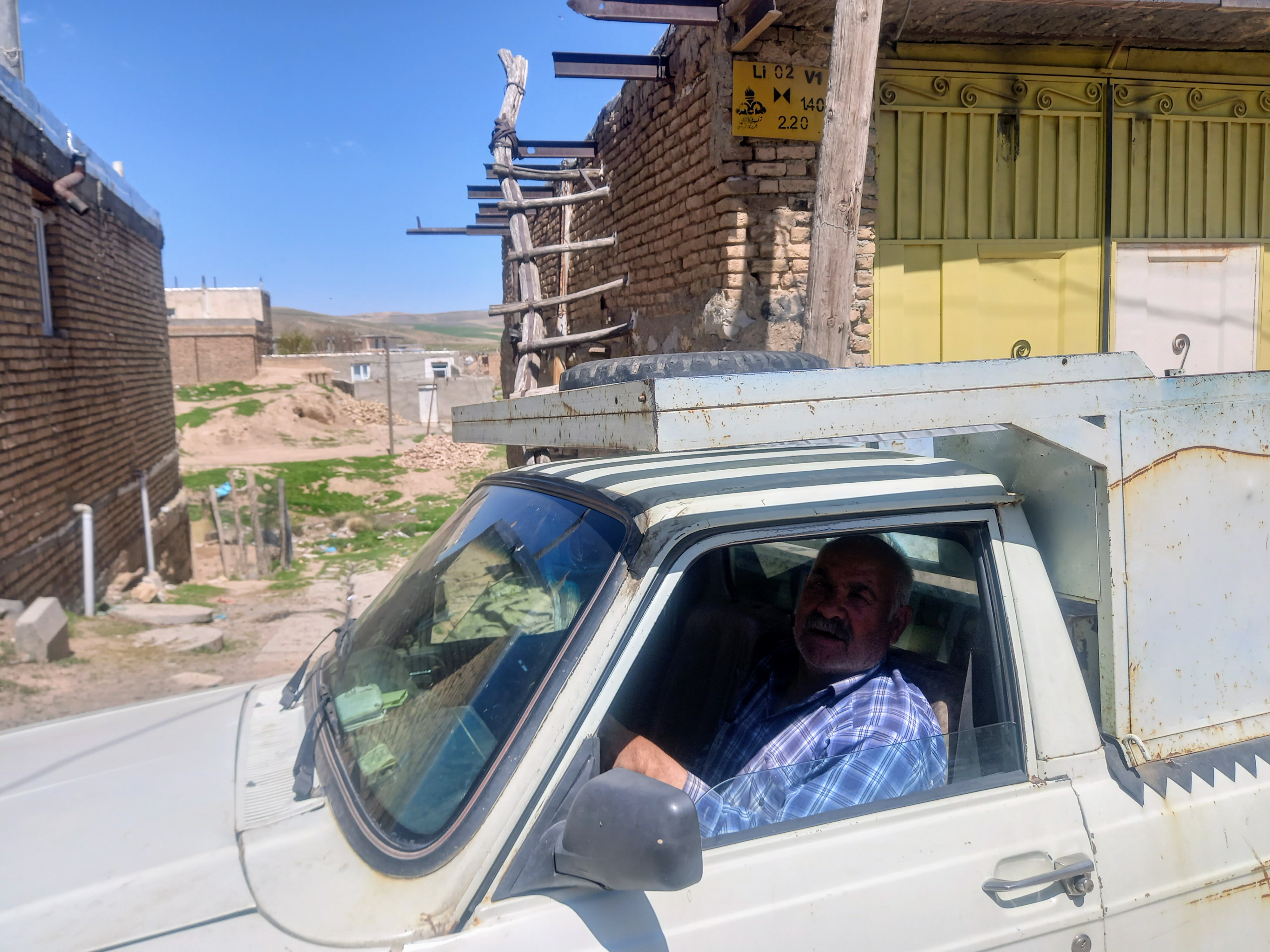
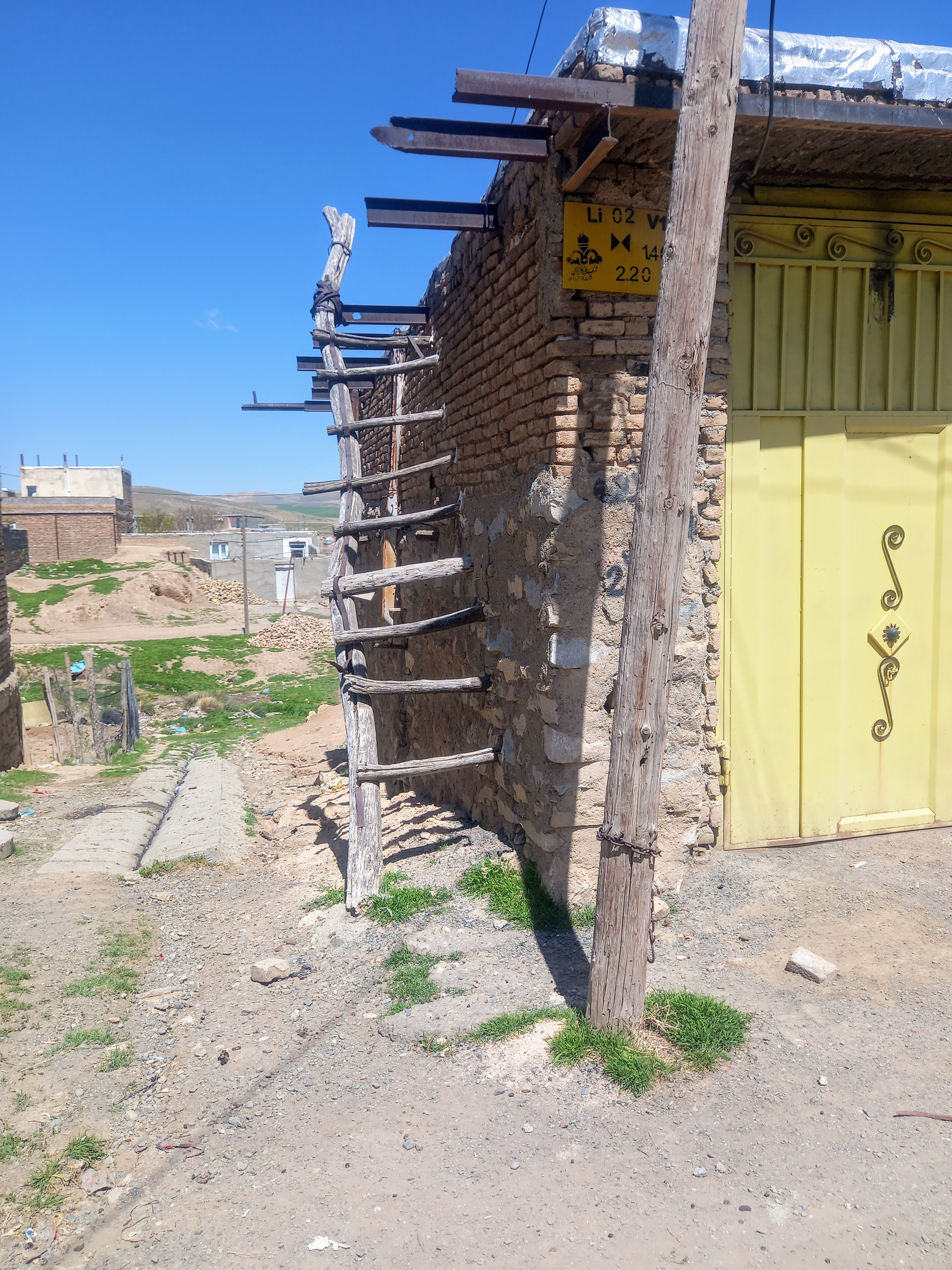
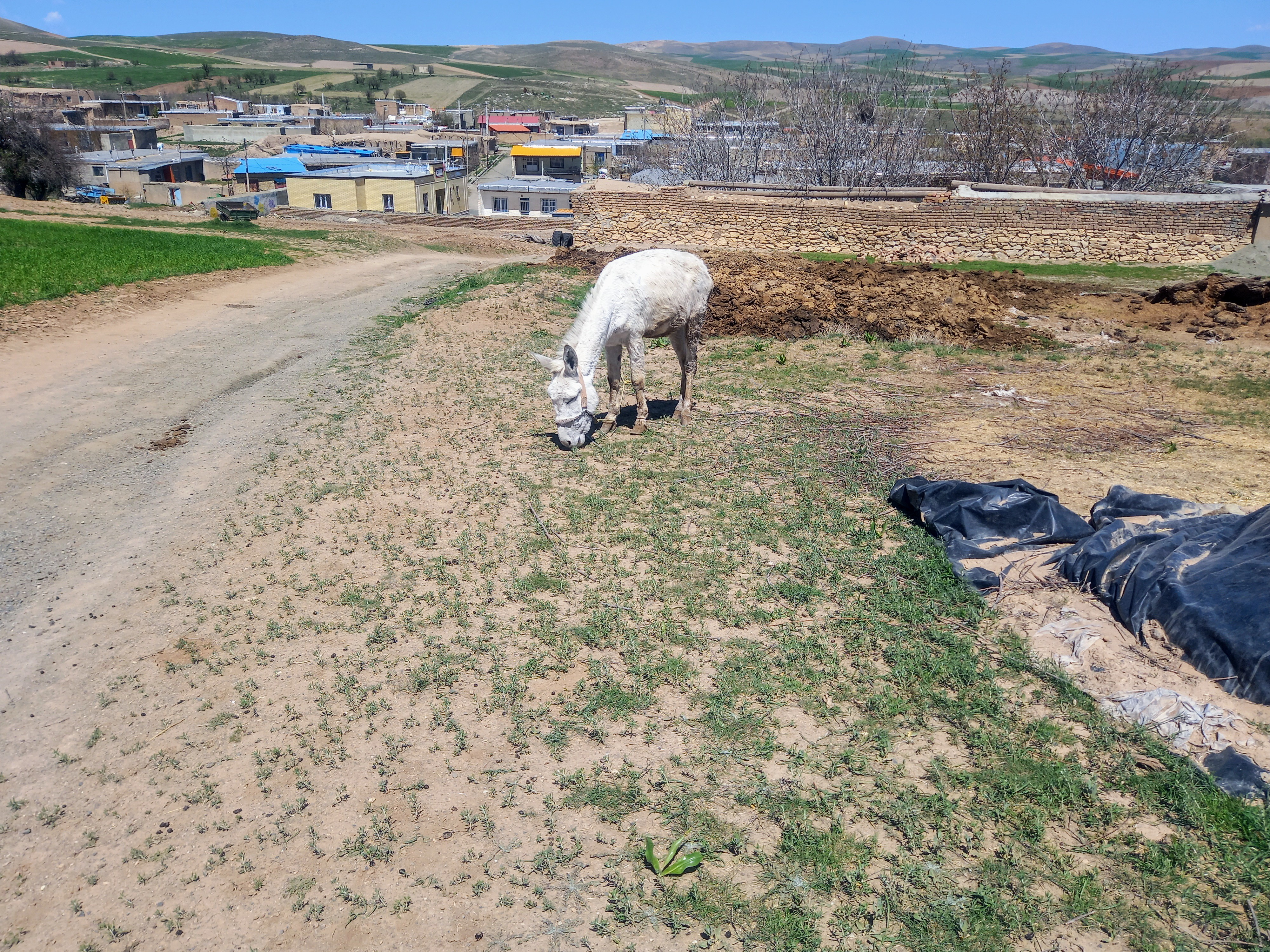
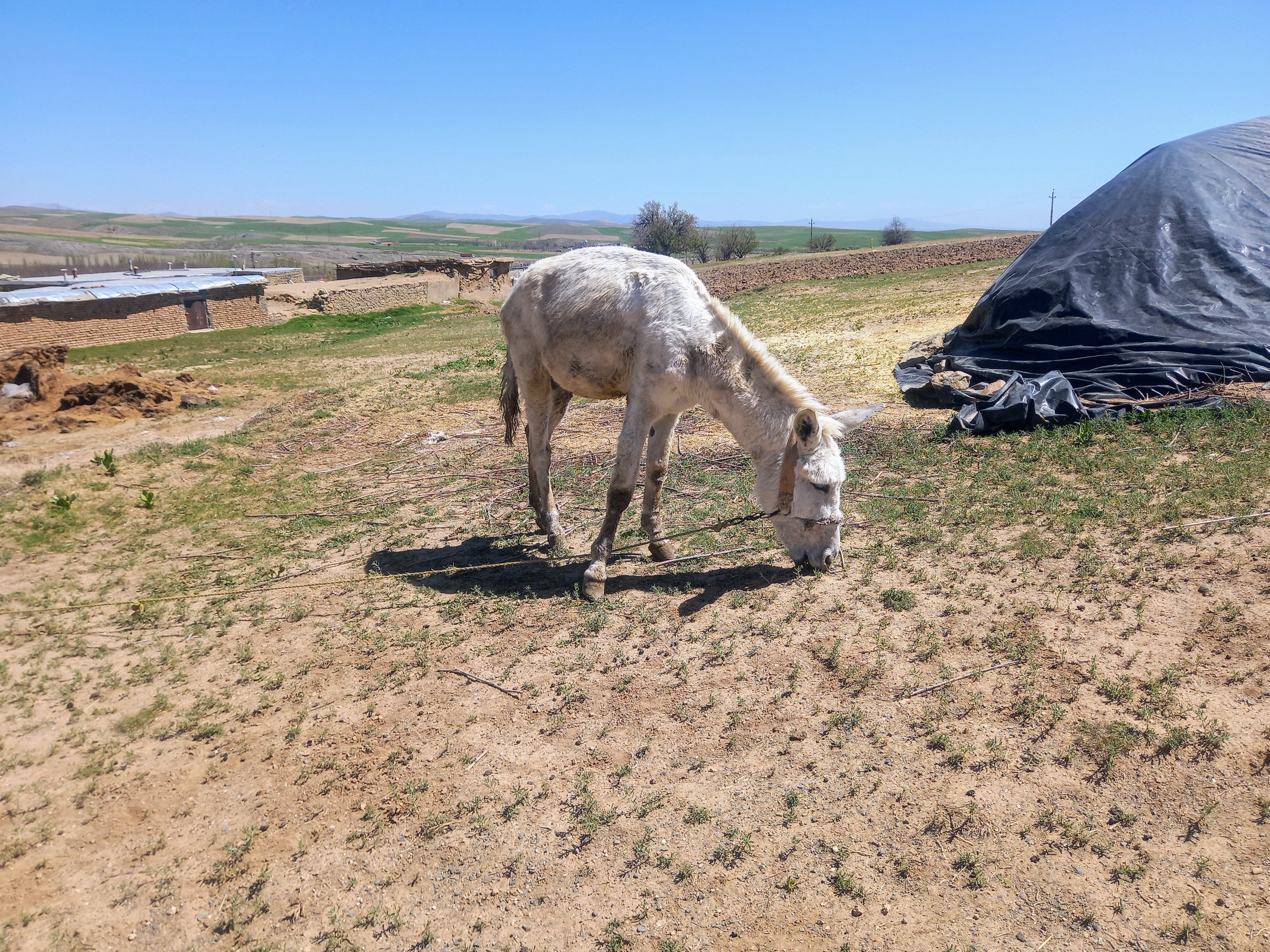